# Système martien
 (juillet 2025).
Si vous disposez d'ouvrages ou d'articles de référence ou si vous connaissez des sites web de qualité traitant du thème abordé ici, merci de compléter l'article en donnant les références utiles à sa vérifiabilité et en les liant à la section « Notes et références ».
Cet article court présente un sujet plus développé dans : Mars.

Série de photographies de Phobos passant devant Déimos prises par Curiosity depuis la surface de Mars.

Le système martien est le système regroupant la planète tellurique Mars et l'ensemble des objets se trouvant dans sa sphère d'influence.
Le système martien comprend donc :
- la planète Mars,
- les deux lunes de Mars : Phobos et Déimos.

Bien que Mars soit une planète supérieure, le système martien est une des composantes du Système solaire interne.